# La Hoya (Argentina)
La Hoya es un centro de esquí y snowboard, ubicado a 13 km de la ciudad de Esquel en la provincia del Chubut, Argentina. 
La orientación sur del cerro hace que sus pistas reciban poca insolación, por lo que se crean las condiciones necesarias para la formación de la nieve en polvo que lo caracteriza y hace atractivo internacionalmente. Como su nombre lo indica, tiene la forma de un hoyo o anfiteatro ubicado a espaldas de la trayectoria del Sol en el cielo, por lo cual conserva nieve hasta entrado el mes de octubre, época en la que se puede practicar el deporte con poco abrigo.
Cuenta con sectores para la práctica del esquí alpino aptos para principiantes, avanzados, expertos y de competición; un área para esquí de travesía y un snowpark.
Casi como una historia paralela con la mayoría de los centros de esquí, La Hoya en sus comienzos (década del '30) no fue más que un "área nevada cercana al pueblo" que algunos vecinos aprovecharon para su recreación, llegando hasta allí a caballo.
En los albores de la década del '40 el Regimiento de Montaña N.º 21 de Esquel construye refugios y senderos para sus actividades. Algo más de 10 años luego el Ejército suspende sus trabajos y cede los refugios al joven Club Andino Esquel (CAE - creado el 1 de noviembre de 1952), sentando la base para la práctica del deporte invernal.
Tocando la mitad de la década del '50 se comienza (a fuerza de barreta, picos y palas) las obras para construir el camino. Con la conformación de un consorcio entre Vialidad Provincial, Municipalidad de Esquel, Cámara de Comercio, el CAE y la colaboración de gran cantidad de vecinos; dos temporadas después el camino fue inaugurado. Así se dio inicio a una nueva etapa, donde el CAE (que tuvo una intervención fundamental en la organización del actual complejo La Hoya), socios y amigos realizaron el relevamiento de las pistas.
Así la provincia del Chubut, a través de la Dirección de Turismo asume la responsabilidad de desarrollar el Centro de Deporte de Invierno (CDI). En trabajo conjunto entre el CAE y Dirección de Turismo se hicieron todos los estudios y anteproyectos para los edificios y los primeros medios.

## Datos técnicos
- Pistas = 24
- Elevación máxima: 2115 m
- Desnivel esquiable: 850 m
- Medios de elevación: 11
  - 4 telesillas de distintas longitudes
  - 5 teleesquíes
  - 1 T-bar
  - 1 Poma bambi
- Long. total esquiable: 14 km
- Long. máx. esquiable: 5,1 km
- Altitud sobre el nivel del mar: 1.350 Base, 1.600 La Piedra y 1.850 El Refugio.